# Lista siturilor arheologice din județul Satu Mare - T
Lista siturilor arheologice din județul Satu Mare - T conține toate siturile arheologice din județul Satu Mare înscrise în Repertoriul Arheologic Național (RAN) și aflate în localități al căror nume începe cu litera T. RAN este administrat de Ministerul Culturii și Patrimoniului Național și cuprinde date științifice, cartografice, topografice, imagini și planuri, precum și orice alte informații privitoare la zonele cu potențial arheologic, studiate sau nu, încă existente sau dispărute.
Puteți căuta un sit din localitățile care încep cu litera T folosind formularul de mai jos sau puteți naviga prin toate siturile din județ la Lista siturilor arheologice din județul Satu Mare.
| Cod RAN                                   | Denumire | Localitate                    | Adresă                              | Datare                     | Descoperit | Coordonate                                      | Imagine           | Erori            |
| ----------------------------------------- | --- | ----------------------------- | ----------------------------------- | -------------------------- | ---------- | ----------------------------------------------- | ----------------- | ---------------- |
| 136955.01.01 (Cod LMI: SM-I-s-B-05196)    | Fortificația medievală de la Tămășeni - Platoul "Cetate Varhedy" / ansamblu Fortificația de la Tămășeni (Categorie: fortificație) (Tip: Fortificație de piatră) | sat Tămășeni, comuna Bătarci  | Platoul Cetate Varhedy              | sec. XIII - XV             |            |                                                 | Încărcați imagine | Raportați eroare |
| 136651.01.01 (Cod LMI: SM-I-s-B-05197)    | Situl arheologic de la Tășnad - "La Sere" / ansamblu anonim (Categorie: locuire civilă) (Tip: Așezare)                                                          | oraș Tășnad                   | str. Ștefan cel Mare, punct La Sere | Starčevo - Criș - IIIB-IVA | 1989       | 47°28′27″N 22°34′06″E / 47.47417°N 22.56833°E   | Încărcați imagine | Raportați eroare |
| 136651.01.02 (Cod LMI: SM-I-s-B-05197)    | Situl arheologic de la Tășnad - "La Sere" / ansamblu anonim (Categorie: locuire civilă) (Tip: Așezare)                                                          | oraș Tășnad                   | str. Ștefan cel Mare, punct La Sere | Coțofeni                   | 1989       | 47°28′27″N 22°34′06″E / 47.47417°N 22.56833°E   | Încărcați imagine | Raportați eroare |
| 136651.01.03 (Cod LMI: SM-I-s-B-05197)    | Situl arheologic de la Tășnad - "La Sere" / ansamblu anonim (Categorie: locuire civilă) (Tip: Așezare)                                                          | oraș Tășnad                   | str. Ștefan cel Mare, punct La Sere | Przeworsk sec. II-IV       | 1989       | 47°28′27″N 22°34′06″E / 47.47417°N 22.56833°E   | Încărcați imagine | Raportați eroare |
| 136651.01..04 (Cod LMI: SM-I-s-B-05197)   | Situl arheologic de la Tășnad - "La Sere" / ansamblu anonim (Categorie: locuire civilă) (Tip: Așezare)                                                          | oraș Tășnad                   | str. Ștefan cel Mare, punct La Sere | sec. I-III                 | 1989       | 47°28′27″N 22°34′06″E / 47.47417°N 22.56833°E   | Încărcați imagine | Raportați eroare |
| 139116.01.01                              | Situl arheologic de la Tiream - "Fostele sere" / ansamblu anonim (Categorie: locuire civilă) (Tip: Așezare)                                                     | sat Tiream, comuna Tiream     | Fostele sere                        | Otomani                    |            | 47°35′50″N 22°28′38″E / 47.59722°N 22.47722°E   | Încărcați imagine | Raportați eroare |
| 139116.01.02                              | Situl arheologic de la Tiream - "Fostele sere" / ansamblu anonim (Categorie: locuire civilă) (Tip: Așezare)                                                     | sat Tiream, comuna Tiream     | Fostele sere                        | dacilor liberi             |            | 47°35′50″N 22°28′38″E / 47.59722°N 22.47722°E   | Încărcați imagine | Raportați eroare |
| 139116.02.01                              | Așezare de tip tell de la Tiream - "Kendereshalom" / ansamblu anonim (Categorie: locuire civilă) (Tip: Tell)                                                    | sat Tiream, comuna Tiream     | Kendereshalom                       | Otomani                    |            | 47°36′25″N 22°29′00″E / 47.60695°N 22.48333°E   | Încărcați imagine | Raportați eroare |
| 139116.03.01                              | Așezarea Otomani de la Tiream - "Panyi tag" / ansamblu anonim (Categorie: locuire civilă) (Tip: așezare)                                                        | sat Tiream, comuna Tiream     | Panyi tag                           | Otomani                    |            | 47°36′00″N 22°29′00″E / 47.6°N 22.48333°E       | Încărcați imagine | Raportați eroare |
| 139116.04.01                              | Situl arheologic de la Tiream - "Valea Barnoldului " / ansamblu anonim (Categorie: locuire civilă) (Tip: Așezare)                                               | sat Tiream, comuna Tiream     | Valea Barnoldului                   |                            |            | 47°35′58″N 22°27′01″E / 47.59945°N 22.45028°E   | Încărcați imagine | Raportați eroare |
| 139116.04.02                              | Situl arheologic de la Tiream - "Valea Barnoldului " / ansamblu anonim (Categorie: locuire civilă) (Tip: Așezare)                                               | sat Tiream, comuna Tiream     | Valea Barnoldului                   | Tiszapolgár                |            | 47°35′58″N 22°27′01″E / 47.59945°N 22.45028°E   | Încărcați imagine | Raportați eroare |
| 139116.04.03                              | Situl arheologic de la Tiream - "Valea Barnoldului " / ansamblu anonim (Categorie: locuire civilă) (Tip: Așezare)                                               | sat Tiream, comuna Tiream     | Valea Barnoldului                   |                            |            | 47°35′58″N 22°27′01″E / 47.59945°N 22.45028°E   | Încărcați imagine | Raportați eroare |
| 139116.04.04                              | Situl arheologic de la Tiream - "Valea Barnoldului " / ansamblu anonim (Categorie: locuire civilă) (Tip: Așezare)                                               | sat Tiream, comuna Tiream     | Valea Barnoldului                   |                            |            | 47°35′58″N 22°27′01″E / 47.59945°N 22.45028°E   | Încărcați imagine | Raportați eroare |
| 139223.02.01 (Cod LMI: SM-I-s-B-05198)    | Situl arheologic de la Turulung - "Dealul Pustiu" / ansamblu anonim (Categorie: locuire civilă) (Tip: Așezare)                                                  | sat Turulung, comuna Turulung | Dealul Pustiu                       |                            |            |                                                 | Încărcați imagine | Raportați eroare |
| 139223.02.02 (Cod LMI: SM-I-m-B-05198.02) | Situl arheologic de la Turulung - "Dealul Pustiu" / ansamblu anonim (Categorie: locuire civilă) (Tip: Așezare)                                                  | sat Turulung, comuna Turulung | Dealul Pustiu                       | dacilor liberi sec.II-III  |            |                                                 | Încărcați imagine | Raportați eroare |
| 139223.02.03 (Cod LMI: SM-I-m-B-05198.01) | Situl arheologic de la Turulung - "Dealul Pustiu" / ansamblu anonim (Categorie: locuire civilă) (Tip: Așezare)                                                  | sat Turulung, comuna Turulung | Dealul Pustiu                       | sec.VI-VII                 |            |                                                 | Încărcați imagine | Raportați eroare |
| 139223.02.04 (Cod LMI: SM-I-m-B-05198.03) | Situl arheologic de la Turulung - "Dealul Pustiu" / ansamblu anonim (Categorie: locuire civilă) (Tip: Așezare)                                                  | sat Turulung, comuna Turulung | Dealul Pustiu                       |                            |            |                                                 | Încărcați imagine | Raportați eroare |
| 139223.01.01 (Cod LMI: SM-I-s-B-05199)    | Situl arheologic de la Turulung - "Canton" / ansamblu anonim (Categorie: locuire civilă) (Tip: Așezare)                                                         | sat Turulung, comuna Turulung | Canton                              |                            |            |                                                 | Încărcați imagine | Raportați eroare |
| 139223.01.02 (Cod LMI: SM-I-s-B-05199)    | Situl arheologic de la Turulung - "Canton" / ansamblu anonim (Categorie: locuire civilă) (Tip: Așezare)                                                         | sat Turulung, comuna Turulung | Canton                              | dacilor liberi             |            |                                                 | Încărcați imagine | Raportați eroare |
| 139223.01.03 (Cod LMI: SM-I-s-B-05199)    | Situl arheologic de la Turulung - "Canton" / ansamblu anonim (Categorie: locuire civilă) (Tip: Așezare)                                                         | sat Turulung, comuna Turulung | Canton                              |                            |            |                                                 | Încărcați imagine | Raportați eroare |
| 139223.03.01                              | Așezarea neolitică de la Turulung / ansamblu anonim (Categorie: locuire civilă) (Tip: Locuire)                                                                  | sat Turulung, comuna Turulung |                                     | Pișcolt                    |            |                                                 | Încărcați imagine | Raportați eroare |
| 136651.02.01                              | Așezarea neolitică de la Tășnad- Zölce / ansamblu anonim (Categorie: locuire civilă) (Tip: Așezare)                                                             | oraș Tășnad                   | Zölce                               | Suplacu de Barcău          |            |                                                 | Încărcați imagine | Raportați eroare |
| 136651.03                                 | Topor neolitic de la Tășnad- Podgoria IAS (Categorie: descoperire izolată) (Tip: obiect izolat)                                                                 | oraș Tășnad                   | Podgoria IAS                        |                            |            |                                                 | Încărcați imagine | Raportați eroare |
| 139116.05.01                              | Așezarea neo-eneolitică de la Tiream- Viile Tireamului / ansamblu anonim (Categorie: locuire civilă) (Tip: Așezare)                                             | sat Tiream, comuna Tiream     | Viile Tireamului                    | Pișcolt                    |            |                                                 | Încărcați imagine | Raportați eroare |
| 139116.05.02                              | Așezarea neo-eneolitică de la Tiream- Viile Tireamului / ansamblu anonim (Categorie: locuire civilă) (Tip: Așezare)                                             | sat Tiream, comuna Tiream     | Viile Tireamului                    | Tiszapolgár                |            |                                                 | Încărcați imagine | Raportați eroare |
| 136651.04.01 (Cod LMI: SM-II-m-B-05359)   | Castelul Cserey - Fischer de la Tășnad / ansamblu Castelul Cserey - Fischer (Categorie: construcție) (Tip: Castel)                                              | oraș Tășnad                   | str. Lăcrămioarelor 14              | 1771                       |            | 47°28′39″N 22°34′57″E / 47.477431°N 22.582499°E | Încărcați imagine | Raportați eroare |
| 139223.06.01 (Cod LMI: SM-II-m-B-05365)   | Castelul Perenyi de la Turulung / ansamblu Castelul Perenyi (Categorie: structură de cult/religioasă) (Tip: Castel)                                             | sat Turulung, comuna Turulung | str. Podului 23                     | sec. XIII, transf. 1848    |            | 47°55′56″N 23°05′04″E / 47.932202°N 23.084533°E | Încărcați imagine | Raportați eroare |
| 139054.01.01                              | Așezarea dacilor liberi de la Terebești- Traseul conductei de gaz / ansamblu anonim (Categorie: locuire) (Tip: Așezare)                                         | comuna Terebești              | Traseul conductei de gaz            |                            |            |                                                 | Încărcați imagine | Raportați eroare |